# Kulturåret 1728

## Födda
- 12 mars - Anton Raphael Mengs (död 1779), tysk målare och konstteoretiker.
- okänt datum - Jean Löfblad (död 1774), svensk skådespelare.

## Avlidna
- 23 september - Christian Thomasius (född 1655), tysk upplysningsfilosof och naturrättsteoretiker.
- 8 december - Camillo Rusconi (född 1658), italiensk skulptör.